# Kandaulos
Kandaulos (en griego antiguo: κάνδαυλος, también κάνδῡλος, ὁ) era un platillo de lujo griego antiguo de origen lidio. El rico y sabroso dulce jónico era un nuevo manjar en Atenas a principios del siglo IV a. C. Según el retórico y gramático griego Ateneo (finales del siglo II d. C.), los kandaulos se presentaban en tres formas. Uno de ellos era dulce, y una fuente helenística lo describe como un pastel plano πλακοῦς. Un segundo era sabroso, consistente en carne y caldo con pan rallado. Sin embargo, no está claro qué tenían en común estos dos tipos de kandaulos entre sí o con el tercer tipo.
El término kandaulos parece estar relacionado con la palabra lidia Kandaules (Κανδαύλης), registrada por Hiponacte y Heródoto. Este era un título de Hermes y Heracles y el nombre o título de un rey de Lidia. Pero Tzetzes, un poeta y gramático bizantino del siglo XII, dice que kandaules también era lidio para perro-estrangulador.
Ateneo (Deipnosofistas XII 516c-d) cita una breve receta para la versión carnosa de kandaulos de Hegesipo de Tarento, autor de obras griegas sobre cocina y pastelería del siglo IV a. C.
Los lidios solían hablar también de un plato llamado kandaulos, del cual había tres variedades, no una mera; tan exquisitamente equipados estaban para una lujosa indulgencia. Hegesippus de Tarentum dice que estaba hecho de carne hervida, pan rallado, queso frigio, anís y caldo graso
En el griego original:
καὶ κάνδαυλον δέ τινα ἔλεγον οἱ Λυδοί, οὐχ ἕνα ἀλλὰ τρεῖς· οὕτως ἐξήσκηντο πρὸς τὰς ἡδυπαθείας. γίνεσθαι δ᾽ αὐτόν φησιν ὁ Ταραντῖνος Ἡγήσιππος ἐξ ἑφθοῦ κρέως καὶ κνηστοῦ ἄρτου καὶ Φρυγίου τυροῦ ἀνήθου τε καὶ ζωμοῦ πίονος.